# St. Michael (Sankt Michaelisdonn)

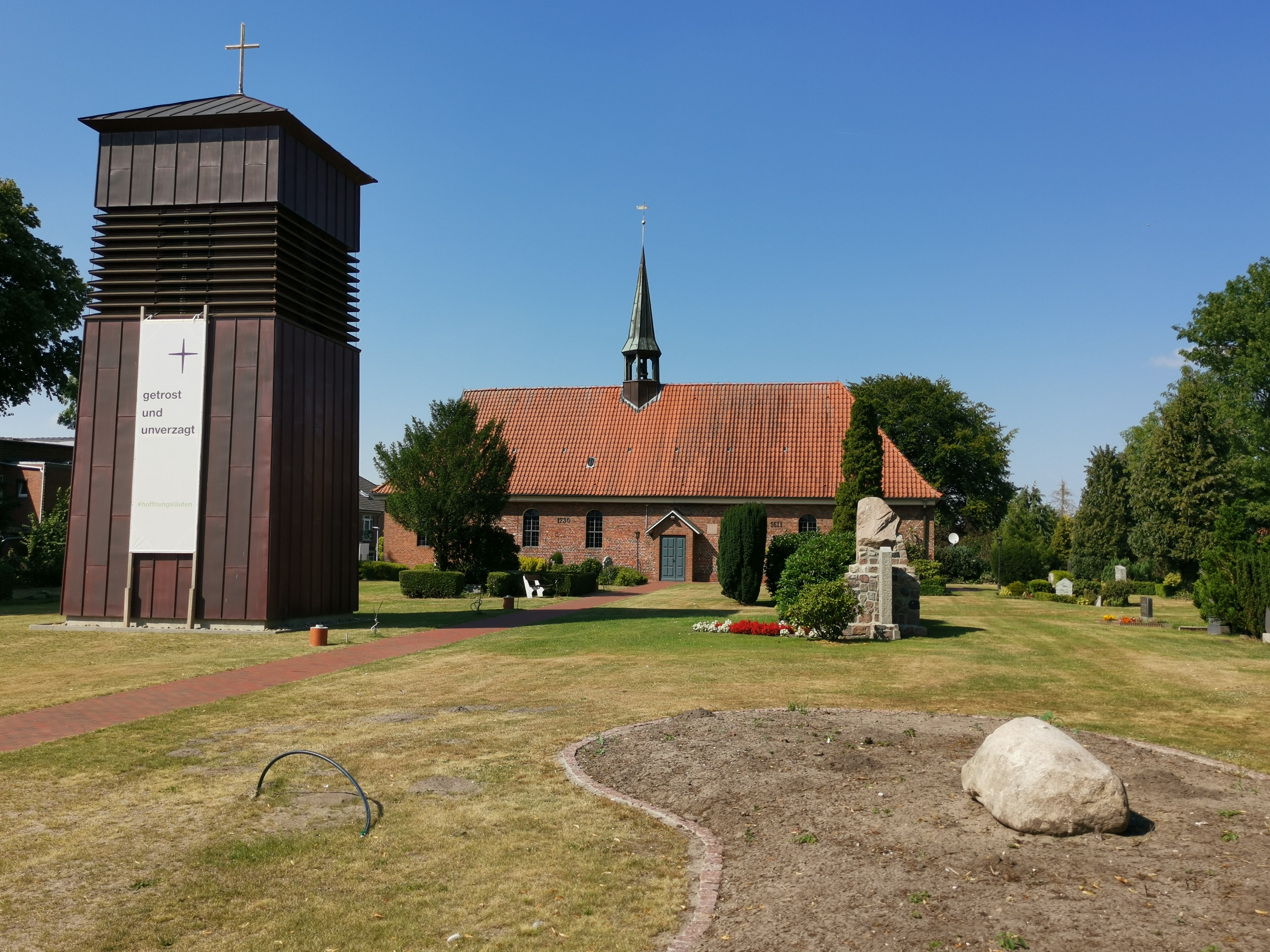
St. Michael (Sankt Michaelisdonn)

Die Kirche St. Michael ist ein geschütztes Kulturdenkmal mit der Objekt-ID 3677 im Denkmalschutzgesetz in Sankt Michaelisdonn, einer Gemeinde im Kreis Dithmarschen in Schleswig-Holstein. Die Kirchengemeinde gehört zum Kirchenkreis Dithmarschen der Evangelisch-Lutherischen Kirche in Norddeutschland.

## Geschichte
Eine Kapelle im damals Rehedyk genannten Ort mit dem Patrozinium des Erzengels Michael gab es bereits im Mittelalter. Von ihr leitet sich der seit 1347 bezeugte Ortsname Sankt Michaelisdonn her. Sie war eine Filiale der Maria-Magdalenen-Kirche in Marne. Erst mit dem Bau der Kirche 1610 wurde Michaelisdonn ein selbständiges Kirchspiel.

## Beschreibung
Die 1610/11 errichtete Saalkirche besteht aus einem Langhaus, das 1730 um zwei Fensterachsen nach Westen und 1747 um zwei Fensterachsen nach Osten verlängert und erneut mit einem Walmdach bedeckt wurde. Dem Walmdach wurde 1747 ein offener Dachreiter aufgesetzt, in dem eine Kirchenglocke hängt. Für das westliche Eingangsportal schuf der Marner Bildhauer Paul Gnekow (1928–2015) 1980 das Tympanon, das den Erzengel Michael zeigt.
Freistehend weit vor der Südwand befindet sich ein hölzerner Glockenstapel, der mit Kupfer bekleidet ist. Er wurde 2017 errichtet, nachdem der 1964 von Gerhard Langmaack errichtete freistehende Betonturm wegen Baufälligkeit abgerissen werden musste. In ihm hängen drei weitere Kirchenglocken.

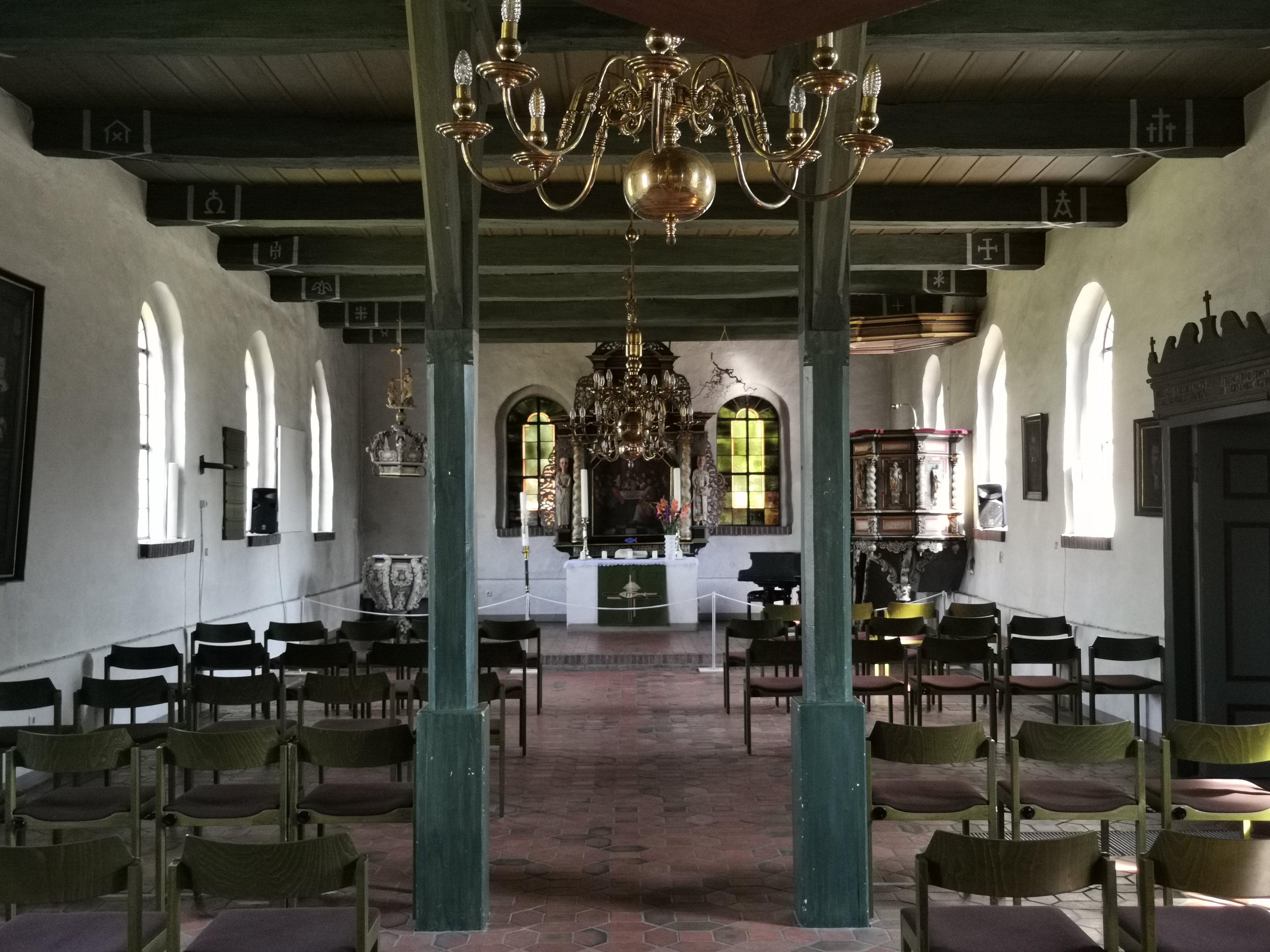
Blick zum Altar

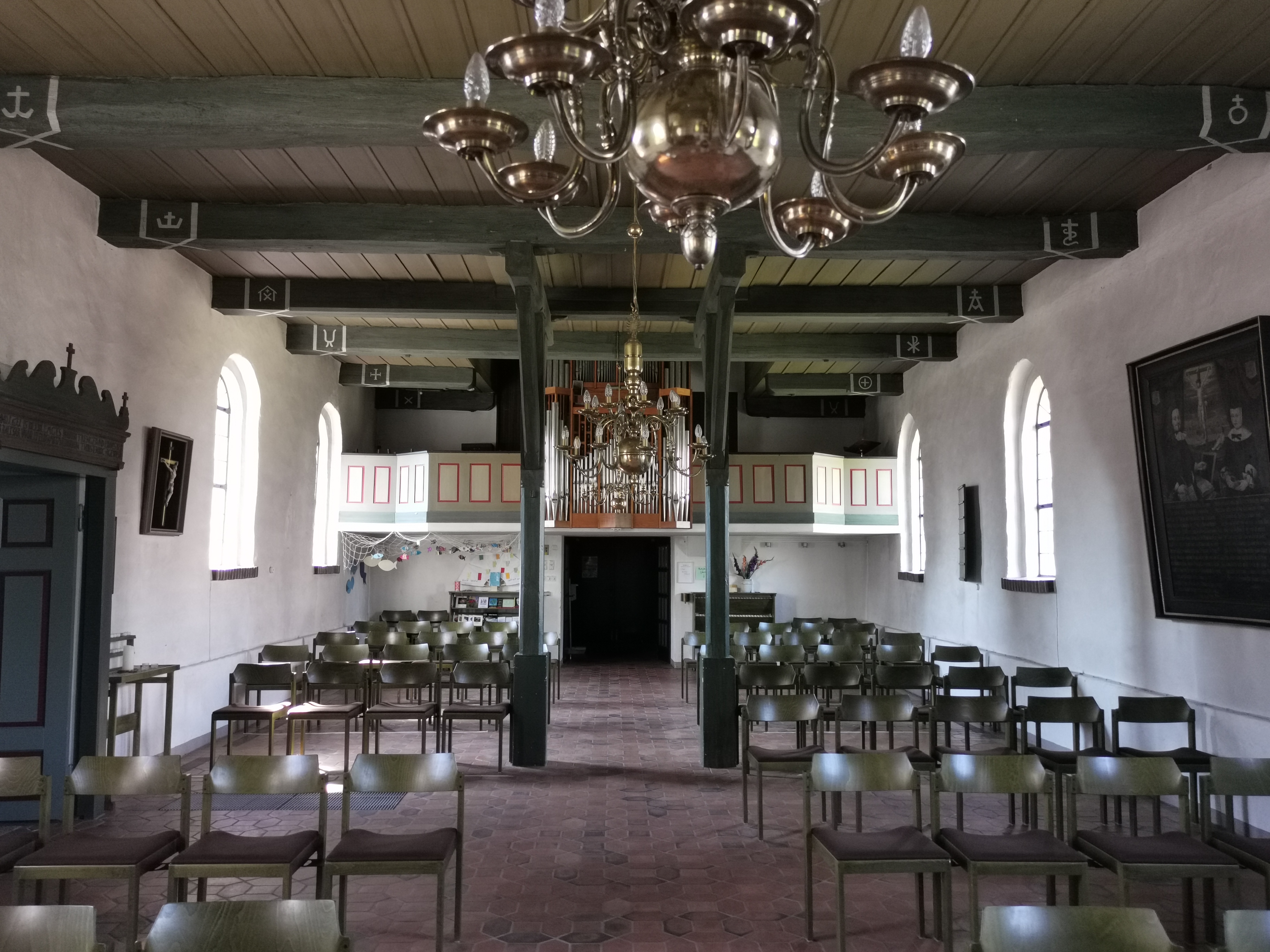
Blick zur Orgel

Der Innenraum ist mit einer Holzbalkendecke überspannt, die in den 1970er Jahren mit christlichen Symbolen bemalt wurde.

## Ausstattung
Zur Kirchenausstattung gehört ein 1693 von dem örtlichen Schnitzer Johann Verst gebautes Altarretabel, dessen Hauptbild, ein Gemälde des Abendmahls, von Säulen und grob geschnitzten Figuren flankierte wird, die Glaube und Hoffnung symbolisieren. Vorbild dieses Retabels war der Altar der Kirche zum Heiligen Kreuz in Windbergen, der allerdings 1742 auseinandergenommen wurde. Darüber ist ein älteres Kruzifix aus Elfenbein vor einem gemalten Hintergrund angebracht. Das Retabel steht auf einem Sockel aus der Erbauungszeit der Kirche, in den ein Opferstock integriert ist. So konnten die Gemeindeglieder den Gang zum Abendmahl mit einer Spende verbinden.
Das um 1670 entstandene Taufbecken mit Deckel im barocken Knorpelstil stiftete die Mutterkirche in Marne 1690.
Die Kanzel stifteten 1702 die Enkel eines Johann Wilckens, die sie von einem ortsansässigen Handwerker herstellen ließen. Am Korb stehen Statuetten des Salvator mundi zwischen den Evangelisten, am Treppenaufgang einige Apostel verziert sind.
An der Nordwand hängt das Behrens‘sche Epitaph von 1679, das an den 1677 verstorbenen Lorentz Behrens erinnert, der von 1642 an sieben Jahre Kantor und Lehrer in Sankt Michaelisdonn gewesen war, ehe er als Rechenmeister an die Schule in Meldorf ging. Das Bild zeigt im Vordergrund ihn mit Schiefertafel und Büchern und seine Frau mit einem Gesangbuch. Im Hintergrund liegt ein Säugling vor dem gekreuzigten Christus, vermutlich ein früh verstorbenes Kind des Paares. Ein 1911 gestiftetes Porträtgemälde von Claus Harms erinnert daran, das dieser später berühmt Prediger seinen ersten Unterricht von dem damaligen Ortspastor erhielt.
Die 1884 gebaute von Johann Hinrich Färber gebaute Orgel wurde 1980 durch einen Neubau ersetzt.

## Pastoren
- Friedrich Ernst Christian Oertling war 1784–1794 Pastor der Kirche und unterrichtete hier den jungen Claus Harms.
- Friedrich Wilhelm Slotty (1877–1953) war ab 1927 Pastor in Sankt Michaelisdonn. Als Mitglied der Bekennender Kirche und Kritiker des NS-Regimes wurde er 1939 in ein einstweiligen Ruhestand versetzt.[6] Zusammen mit seiner zweiten Frau schützte er seinen behinderten Sohn vor der Einweisung in eine Anstalt, was die Ermordung zur Folge gehabt hätte.[7]